# Ла-Эсмеральда
Ла-Эсмеральда (исп. La Esmeralda) — посёлок на юге Венесуэлы, на территории штата Амасонас. Является административным центром муниципалитета Альто-Ориноко.

## Географическое положение
Ла-Эсмеральда расположена на востоке штата, в юго-западной части Гвианского плоскогорья, на правом берегу реки Ориноко, на расстоянии приблизительно 354 километров к юго-востоку от города Пуэрто-Аякучо, административного центра штата. Абсолютная высота — 68 метров над уровнем моря.

## Население
По данным Национального института статистики Венесуэлы, численность населения посёлка в 2013 году составляла 20 030 человек.

## Транспорт
Имеется небольшой аэродром.